# Adam Maher
Adam Maher, né le 20 juillet 1993 à Aït Izzou (Maroc), est un footballeur international néerlandais qui évolue actuellement au poste de milieu de terrain au Damac FC.

## Biographie

### Carrière en club

#### Enfance et formation à l'AZ Alkmaar
Adam Maher naît au Maroc avant d'immigrer avec sa famille à Amsterdam aux Pays-Bas à l'âge de 3 ans. En 1998, âgé alors de 5 ans, il est inscrit par son père au football dans le club du SV Diemen, avant qu'il fasse son transfert au Zeeburgia trois ans plus tard. En 2004, il est repéré par les scouts de l'AZ Alkmaar, club dans lequel il est formé en tant que footballeur professionnel en 2010 dans un match de Ligue Europa face au FK BATE Borisov. Lors de ce match, il entre en jeu à la place de Pontus Wernbloom et marque son premier but. Il bat le record du plus jeune buteur néerlandais dans un match de Ligue Europa avec un âge de 17 ans et 147 jours. Lors de la saison 2011-12, il est choisi pour évoluer dans le onze type de l'équipe de l'AZ Alkmaar et joue la totalité des matchs de championnat de la saison. En fin de saison, il atteint la quatrième place du championnat et les demi-finales de la KNVB Beker ainsi que les quarts de finale de Ligue Europa. Pour sa première distinction personnelle, il fut nommé Talent néerlandais de l'année. Lors de la saison 2012-13, il remporte l'Eredivisie en marquant le premier but dans la finale face au PSV Eindhoven (victoire, 2-1).

#### PSV Eindhoven et prêt
En juillet 2013, il signe un contrat de quatre ans au sein du club du PSV Eindhoven pour un montant de 6,5 millions d'euros.
En août 2016, il est prêté en Süper Lig pour la durée d'une saison au sein du club turc de Osmanlıspor. 

#### Retour aux Pays-Bas
Le 12 septembre 2018, libre depuis la fin de son contrat avec le FC Twente, il s'engage pour une saison avec l'AZ Alkmaar, club dans lequel il a été formé et a évolué entre 2005 et 2013.

### Carrière internationale
Possédant la double nationalité marocaine et néerlandaise, le joueur est souvent appelé avec l'équipe junior des Pays-Bas pour des matchs amicaux, des matchs de qualification et des compétitions. Le joueur répondra à Fox Sports qu'il n'a jamais eu d'intérêt de la part de la fédération marocaine de football. Voulant à tout prix se lancer dans une carrière internationale, il tranche officiellement en faveur des Néerlandais en 2012.
Le 15 août 2012, il fait ses débuts sous le maillot des Pays-Bas dans un match amical face à la Belgique (défaite, 2-4). Un mois plus tard, il fait officiellement ses débuts dans un match de qualification à la Coupe du monde 2014 face à la Hongrie (victoire, 1-4). En 2013, il joue un match amical face à l'Italie, puis deux matchs de qualification à la Coupe du monde 2014 face à la Roumanie et l'Andorre. 
Le joueur ne sera pas sélectionné pour prendre part à la Coupe du monde 2014 au Brésil.

## Palmarès
- AZ Alkmaar
  - Coupe des Pays-Bas :
    - Vainqueur : 2013
- PSV Eindhoven
  - Championnat des Pays-Bas :
    - Vainqueur : 2015 et 2016